# São Jorge de Vizela
São Jorge de Vizela ist ein Ort und eine ehemalige Gemeinde (Freguesia) im portugiesischen Kreis Felgueiras. Die Gemeinde hatte 574 Einwohner (Stand 30. Juni 2011).
Am 29. September 2013 wurden die Gemeinden Vizela (São Jorge) und Vila Fria zur neuen Gemeinde União das Freguesias de Vila Fria e Vizela (São Jorge) zusammengeschlossen.